# Железничка станица Бела Паланка
Железничка станица Бела Паланка је једна од железничких станица на прузи Ниш—Димитровград. Налази се у насељу Бела Паланка у општини Бела Паланка. Пруга се наставља у једном смеру ка Чифлику и у другом према према Островици. Железничка станица Бела Паланка се састоји из 5 колосека. 